# Felsorolás (jog)
A felsorolás - általában - több jelenség/név/feltétel stb. egymást követő megemlítése.

## A felsorolás a jogi nyelvben
Jogi szempontból bármilyen felsorolás alapkérdése az, vajon a felsorolás példálózó avagy taxatív (kimerítő) jellegű-e.

### A példálózás
A példálózás (latin szóval exemplifikáció, más néven példálózó felsorolás) példák felsorolásával való értelmezés, bizonyítás, amely - elvileg - más, ám szó szerint meg nem említett eseteket is megenged. Tipikus szófordulatok: "például", "példának okáért", "különösen" és hasonlóak.

### A taxáció
Ezzel szemben áll a taxáció (más néven taxatív felsorolás), amely a lehetséges eseteket minden más eset kizárásával, tehát kizárólagos jelleggel sorolja fel.
Megkülönböztetünk pozitív és negatív taxációt. (pl. egy jogszabály lehetséges személyi hatálya tekintetében  pozitív taxáció sorolja fel, hogy kikre vonatkozik: pl. ország területén tartózkodó állampolgárokra. A negatív taxáció ezzel szemben azokat sorolja fel, akikre nem vonatkozik  pl. diplomáciai testületek tagjai).